# كراكيب
كراكيب هو مسلسل ثلاثي الأبعاد بدأ عرضه في رمضان عام 1428 هجريا عام 2007 م على القناة الأولى المصرية.
يقوم بأداء أصوات الشخصيتين الرئيسيتين أشرف عبد الباقي وأحمد رزق. ويقوم بأداء أغنية المسلسل محمود العسيلي.
المسلسل من تأليف أحمد أمين وإخراج سامح مصطفى.

## الشخصيات
«تيكو» و«بوچو» وهما بطلا الحلقات، كائنان من سكان كوكب خارج المجموعة الشمسية ولكن داخل المجرة (درب التبانة) ويتميز الكوكب الذي نشأ فيه البطلان بأنه على مستوى عال من الرفاهية والتقدم العلمي.. لدرجة أنه يوفر لسكان الكوكب خدمة السفر السياحي عبر الفضاء لزيارة كواكب أخرى..
«تيكو» أراد أن يسافر لرحلة استكشافية، لأنه محب للعلم والاكتشاف، أما الآخر «بوچو» فأراد أن يسافر لكوكب آخر ليجرب أصناف طعامه، ووسائل النوم والراحة في مكان جديد في الكون، وهذا يعود لأنه محب للرفاهية والكسل وقلة العمل.
يجمع القدر بينهما ليركبا مكوكا فضائيا سياحيا ثنائي الركاب معا، ولعطل فني ينحرف هذا المكوك عن مساره إلى أن يصطدم بكوكب ما.. صغير الحجم جدا.. لم يسمعا عنه من قبل.
الآن هذان الشخصان النقيضان يعيشان على كوكب واحد بدون رغبتهما.. لا يملكان إمكانية الرجوع.. ولا يطيقان العيش بهذا المكان بعيدا عن وطنهم، على سطح كوكب عجيب، لم يجدوا عليه سوى لافتة قديمة محطمة، مكتوب عليها «كوكب كراكيب»..!!

## الأسلوب
حلقات «كراكيب» تعتمد على دراما الحلقات المنفصلة المتصلة، فنجد لإجمالي الحلقات مضمونا واحدا بأبطال محددة وطبيعة مكان واحدة، ونجد بكل حلقة دراما مستقلة تحمل مضمونا جديدا.
تستهدف حلقات مسلسل «كراكيب» المتلقي من سن 9 إلى 14 سنة، وهي المرحلة التي تبدأ فيها أنشطة الاحتكاك بالمجتمع والتعرف على أوجه الاختلاف بين الناس بأشكالها. ويحتاج المتلقي في هذا السن أن يتعلم وبشكل غير مباشر كيف يعبر عن آرائه ويحترم آراء الآخرين في نفس الوقت، وأن للاختلاف فنون وآداب لا يجب أن يتخطاها، ولا يعني الاختلاف في بعض الأمور ألا نتعاون فيما اتفقنا عليه، وهو احتياجنا لحياة أفضل

## وصلات خارجية
- الموقع الرسمي للمسلسل
- «كراكيب».. أول مسلسل كرتون للأطفال بتقنية الأبعاد الثلاثية - جريدة الشرق الأوسط
- شاهد تتر المسلسل على يوتيوب